# 乔纳道帕曹
乔纳道帕曹，是匈牙利贝凯什州所辖的一个村。总面积51.30平方公里，总人口2697，人口密度52.6人/平方公里（2011年1月1日）。